# 도와다코정
도와다코정(十和田湖町) 아오모리현 가미키타군에 있던 정이다.
본 항에서는 합병 직전인 2004년 시점에서의 상황을 기술한다.

## 개요
구 도와다시와 아오모리시를 사이에 두고 위치하고 있었다.
정내는 호료·오쿠세·사와다의 3 지구로 나누어져 있어 광범위하게 오쿠세 지구가 차지하고 있으며. 도와다하치만타이 국립공원 내의 오쿠이레세 계곡이나 도와다 호수가 정내에 위치하고 있었다.

## 지리
마을의 북서부는 핫코다산의 산록이다.아오모리시와의 경계에는, 노리쿠라다케등의 미나미핫코다 연봉이 우뚝 솟아 아오모리시측의 타시로다이라로부터 계속 되는 목장이 펼쳐져 있어 곡지·사루쿠라·츠타·야키야마라고 하는 온천이 점재한다.남서쪽도 산지이며 칼데라 호인 도와다 호, 그 외륜산인 오하나베 산, 도와다 산 등이 있다.
도와다 호의 물이 유일하게 흘러나오는 오쿠이레세 강은 도와다 호 동쪽 기슭의 오노구치(네노쿠치)에서 북동쪽으로 흐른다.약 20 km북쪽에 위치하는 핫코다 산록등에서의 물도 오쿠이레세강에 흘러든다.
오쿠이레세 강에서, 오노구치에서 야키야마까지의 약 14 km를 오쿠이레세 계류라고 부른다.

## 연혁
- 1889년 4월 1일 - 정촌제 시행에 의해, 호료촌, 오쿠세촌, 사와다촌과 합병해, 호오쿠자와촌(法奥沢村)이 되었다.
- 1931년 9월 7일 - 도와다촌(十和田村)으로 개칭되었다.
- 1955년 4월 1일 - 도와다촌이 정으로 승격해  도와다정(十和田町)이 되었다.
- 1975년 4월 1일 - 도와다코정(十和田湖町)으로 개칭되었다.
- 2005년 1월 1일 - 구 도와다시와 신설 합병해, 새로운 도와다시를 신설해 소멸하였다.

## 교통

### 국도
- 국도 102호

### 일반
- 아오모리 현도 40호 아오모리 다시로 도와다선
- 아오모리 현도 118호 시치노헤 도와다코선
- 아오모리 현도 166호 나카노와타 도시와다선
- 아오모리현도 256호 아오모리 도와다코 자전거 도로선

### 버스
- JR 버스 도호쿠
- 도와다 관광전철
- 아키키타 버스
- 이와테현 기타 자동차